# Sebastiano Valfrè

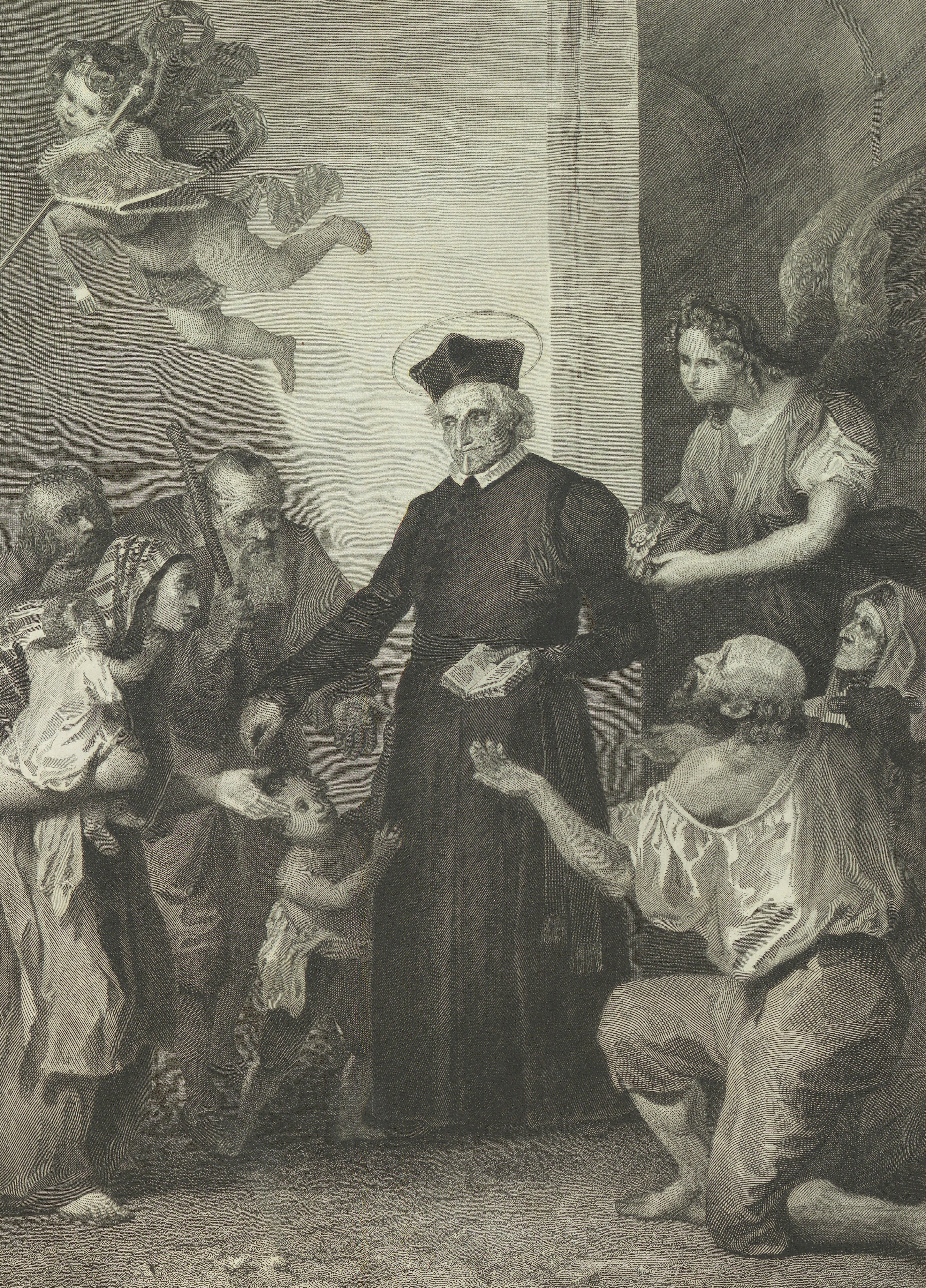
Ritratto di Sebastiano Valfré del 1834

Sebastiano Valfrè (Verduno, 9 marzo 1629 – Torino, 30 gennaio 1710) è stato un presbitero italiano, attivo durante l'assedio di Torino del 1706, venerato come beato dalla Chiesa cattolica dal 1834. È considerato "il San Filippo di Torino".

## Biografia
Sebastiano Valfrè fu un anticipatore della stagione dei Santi Sociali che investirà il Piemonte tra i secoli XVIII-XIX, quando Giovanni Bosco, Giuseppe Benedetto Cottolengo, san Giuseppe Cafasso, san Leonardo Murialdo e altri diedero lustro al cattolicesimo piemontese. Nacque in una numerosa famiglia contadina di condizioni economiche modeste, pur essendo accertata la sua discendenza dalla nota casata braidese dei Valfrè. Il nonno Andrea si era stabilito a Verduno nel XVI secolo dove, scrive Antonio Manno nel Patriziato subalpino, la discendenza decadde, ma ebbe il "singolarissimo lustro del santo protettore di Torino".

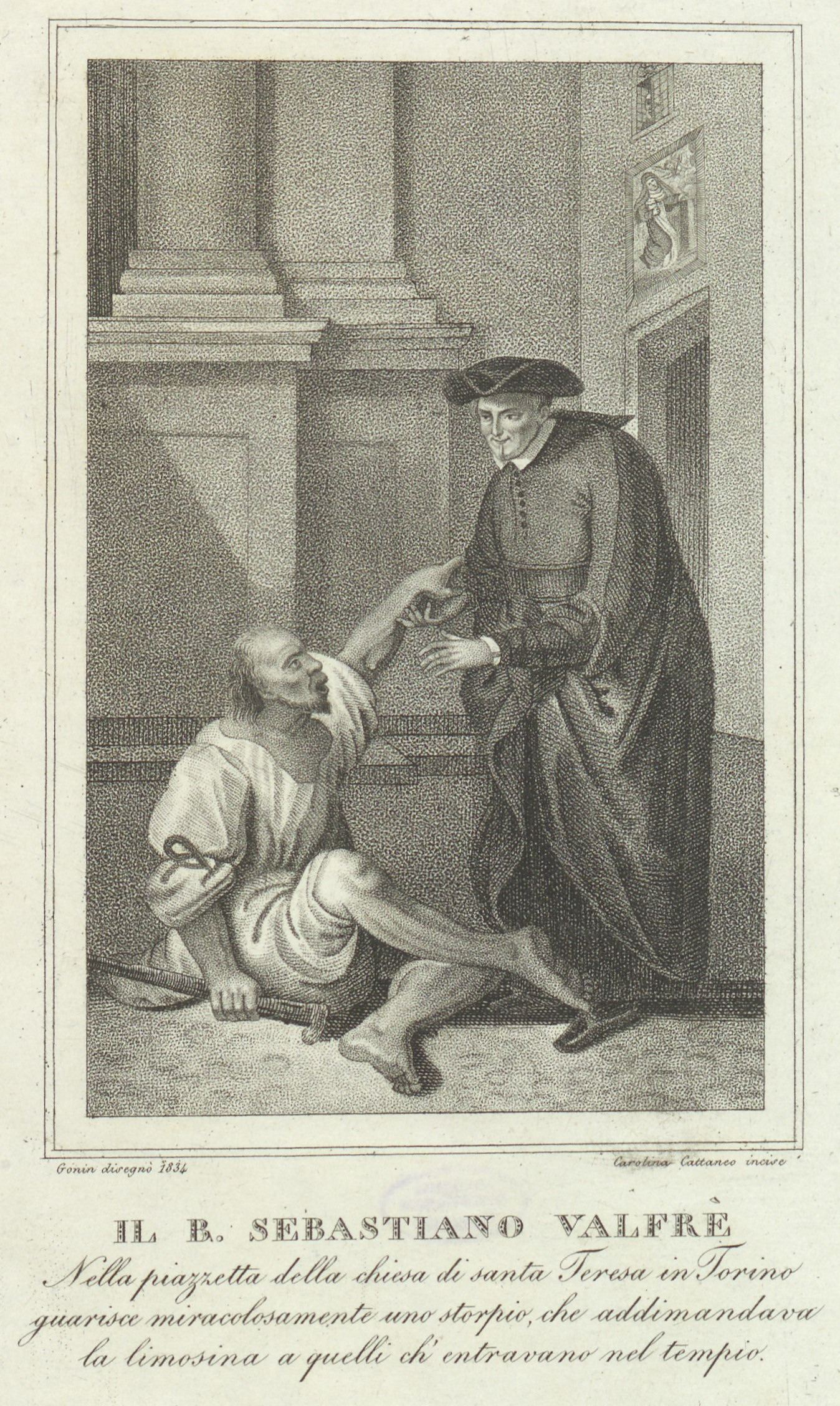
Sebastiano Valfrè guarisce uno storpio. Litografia, 1834-1835

Dopo i primi studi ad Alba e a Bra, a 16 anni si trasferì a Torino per approfondire gli studi filosofici presso il prestigioso Collegio dei Gesuiti in qualità di alunno esterno, provvedendo al proprio mantenimento copiando di notte libri e lettere. Nel 1650 si laureò in filosofia con la discussione della tesi De universa philosophia, dedicata a don Paolo del Carretto, della famiglia dei conti di Verduno. Nel 1656 conseguirà una seconda laurea, questa volta in teologia.
Il 26 maggio 1651 entrò nella Congregazione dell'Oratorio di San Filippo Neri di Torino, fondata da soli due anni e in precarie condizioni economiche dopo la prematura morte del dotto teologo Pietro Antonio Defera (Borgomasino 1616 - Torino 1650). L'unico membro rimasto del neonato e povero istituto era il padre Ottaviano Cambiani, peraltro non in grado di attendere alla predicazione e alle confessioni. Il 24 febbraio 1652 venne ordinato sacerdote da mons. Paolo Brizio. Nel 1675 cominciarono i suoi buoni rapporti con la famiglia dei Savoia e la loro corte. Quell'anno infatti Valfrè assistette, sul letto di morte, il duca Carlo Emanuele II di Savoia e Madama Reale Maria Giovanna Battista di Savoia-Nemours, seguendo le volontà del marito defunto, donò il terreno per la costruzione dell'attuale grandiosa chiesa di San Filippo Neri di Torino, la quale fu edificata su disegno del celebre architetto Guarino Guarini.
L'anno seguente Valfrè accettò, anche se con riluttanza, la volontà della reggente Madama Reale che lo incaricò di occuparsi dell'educazione spirituale del giovane figlio Vittorio Amedeo II di Savoia, non ancora undicenne. Tra i due si instaurò nel corso del tempo un forte legame di stima reciproca e amicizia, tanto che Vittorio Amedeo II, una volta divenuto duca, lo nominò suo confessore (carica che mantenne fino al 1690, quando venne sostituito per volontà dello stesso Valfrè, al quale appariva un compito ormai troppo gravoso per la sua età) e lo consultò frequentemente per averne pareri su materie ecclesiastiche e non solo. In più di un'occasione Sebastiano Valfrè svolse un'efficace opera di mediazione tra il ducato sabaudo e la Santa Sede, tra i quali spesso sorgevano dispute a causa dei diversi punti di vista sulle immunità ecclesiastiche.
Il duca gli affidò inoltre l'educazione spirituale delle sue due figlie, le principesse Maria Adelaide di Savoia e Maria Luisa Gabriella di Savoia, e l'istruzione e l'assistenza religiosa di tutto il personale della Corte torinese, i cui membri lo nominarono spesso loro esecutore testamentario, specie per quanto concerneva le opere pie. Proprio questo stretto legame con le persone più ricche e influenti dello Stato Sabaudo permise a Valfrè di trovare le risorse per realizzare gran parte dei suoi progetti di carità: egli infatti per tutta la vita si prese cura di vedove e orfani, prestando loro assistenza economica, donò ingenti somme a ospizi e ospedali e visitò assiduamente le carceri, in particolare per confortare i condannati a morte, in qualità di membro dell'Arciconfraternita della Misericordia. Nel 1689 morì l'arcivescovo di Torino, mons. Michele Beggiamo, e il duca l'anno successivo offrì con insistenza a Valfrè la carica vacante; ma lui ricorse ad ogni mezzo in suo potere, in particolare alla sua forte amicizia con l'influente cardinale Leandro Colloredo, per non ottenere la nomina, per la quale si riteneva inadatto sia a causa degli umili natali sia perché era convinto che gli sarebbe stato più facile continuare a fare del bene rimanendo un umile prete. Al suo posto divenne arcivescovo Michele Antonio Vibò.
Il 26 giugno 1694 assistette, con Vittorio Amedeo II e sua moglie Anna Maria di Borbone-Orléans, alla sostituzione dei teli di sostegno della Sindone e ne rammendò, personalmente, alcuni strappi. Sebastiano Valfrè fu sempre molto devoto al sacro lino, tanto che nel 1693 aveva composto per le due figlie del duca una Dissertazione Istorica della SS.a Sindone. Sempre nel 1694 celebrò privatamente nella chiesa della Visitazione, per primo in Italia, la festa del Sacro Cuore.
Durante l'assedio di Torino del 1706 si adoperò infaticabilmente, nonostante i 77 anni d'età, nel soccorrere i soldati feriti (tra i quali pare che vi fosse anche Pietro Micca, di cui fu forse confessore) e la popolazione civile, animando la speranza della vittoria e promuovendo la fiducia nella protezione della Consolata. Il Consiglio Municipale affidò a lui l'incarico di organizzare novene di preghiere e pubbliche devozioni per ottenere l'aiuto divino. Il 13 febbraio 1707 Valfrè suggerì, in una delle numerose lettere che inviò a Vittorio Amedeo II, di erigere ad onore di Maria Vergine, alla cui speciale protezione era stata attribuita la vittoria (tanto che era stata eletta dal Consiglio Municipale, dietro suggerimento dello stesso Valfrè, avvocata della città), una sontuosa chiesa nella Cittadella di Torino o a Superga, dove sarà poi edificata.
Ammalatosi gravemente il 24 gennaio 1710, Valfrè morì il 30 gennaio, dopo essere stato visitato per due volte dal duca Vittorio Amedeo II, il quale alla notizia della sua morte pare che abbia esclamato: «Io ho perduto un grande amico, la Congregazione dell'Oratorio un grande sostegno, i poveri un gran protettore e padre».

## Culto
I suoi resti sono attualmente conservati nell'urna di un altare della chiesa di San Filippo Neri a Torino.
Fu beatificato il 15 luglio 1834 da papa Gregorio XVI.

## Riconoscimenti
La città di Torino gli ha dedicato una via nel quartiere del Centro.